# Theodor Lemba

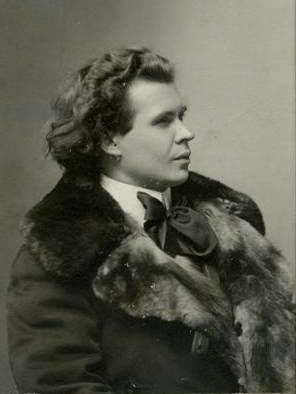

Theodor Lemba (* 27. Septemberjul. / 9. Oktober 1876greg. in Reval; † 16. Mai 1962 in New York City) war ein estnischer Pianist. Er gilt als erster estnischer Konzertpianist.

## Leben und Musik
Theodor Lemba wurde in eine Musikerfamilie geboren. Sein Bruder war der Pianist und Komponist Artur Lemba (1885–1963), seine Schwester die Mezzosopranistin Ludmilla Hellat-Lemba (1879–1945). Theodor Lemba schloss 1901 sein Klavierstudium bei Felix Blumenfeld und Karel van Ark am Sankt Petersburger Konservatorium ab.
Erfolge feierte Theodor Lemba bei Auftritten in Westeuropa sowie in Russland, vor allem zusammen mit dem tschechischen Violinisten Jan Kubelík. 1904 besuchte Lemba Meisterkurse in Wien bei Theodor Leschetizky.
Von 1905 bis 1914 unterrichtete Lemba an der Musikschule im livländischen Riga, deren Direktor und Miteigentümer er war. Von 1915 bis 1922 war er Dozent am Konservatorium in Petrograd, ab 1919 mit dem Titel eines Professors. Anschließend ging er in seine estnische Heimat zurück. Dort unterrichtete er von 1922 bis 1944 Klavier am Tallinner Konservatorium.
1944 flüchtete Lemba vor der sowjetischen Besetzung Estlands nach Deutschland. Er emigrierte 1949 in die USA, wo er sich in Great Falls (Montana) niederließ.